# بيت لاهيا
بيت لاهيا هي مدينة في قطاع غزة شمال جباليا بالقرب من بيت حانون وخط الهدنة لعام 1949 مع إسرائيل. وفقًا للجهاز المركزي للإحصاء الفلسطيني بلغ عدد سكان المدينة 59540 نسمة في منتصف عام 2006. تسيطر حركة حماس على المدينة وعلى قطاع غزة بأكمله بعد فوزها في الانتخابات البلدية لعام 2005.

## الجغرافيا
تحدها من الشمال قرية هربيا المحتلة ومن الغرب البحر الأبيض المتوسط ومن الجنوب جباليا والنزلة ومن الشرق بيت حانون.
مساحتها 24500 دونم يخضع منها لنفوذ البلدية 14374 دونم علماً بأنها كانت قبل نكبة عام 1948 ثاني قرية في المساحة والأملاك بعد بلدة برير في اللواء الجنوبي من فلسطين إذ كانت تمتد أرضيها عبر قرى بيت حانون – دير سنيد – دمرة ونجد وسمسم حتى حدود برير هذا من الشرق، أما من الشمال قرية هربيا ويبلغ عدد سكانها الحالي 75000 نسمة. وتحيط البلدة الكثبان الرملية، والتي يصل ارتفاع بعضها إلى 55 متراً فوق مستوى سطح البحر. ويكثر فيها شجر الجميز الضخم.
تقع على مقربة من البلدة بعض المستوطنات الإسرائيلية السابقة وهي مستوطنات نيسانيت ودوغيت وإلي سيناي، وقد أخلت إسرائيل تلك المستوطنات من المستطنين في أغسطس 2005.
ربحت حماس بلدية بيت لاهيا في انتخابات البلديات والمجالس المحلية عام 2005. بسبب القرب النسبي للبلدة وأراضيها من الخط الأخضر وكانت مكاناً لإطلاق صورايخ القسام باتجاه إسرائيل خلال انتفاضة الأقصى فقد تعرضت المدينة لقدر كبير من القصف والتخريب والتجريف على يد الجيش الإسرائيلي. وقد استشهد العديد من سكانها في الانتفاضة على مدى السنوات القليلة الماضية.

## تاريخ
بيت لاهيا بها تل قديم وأطلال قرية مهجورة قريبة. وقيل أنها هي نفسها بلدة بيثيليا مسقط رأس سوزومن حيث عثُر هناك على معبد وخزفيات من العصر البيزنطي. المحراب أو قبة المسجد التي تشير إلى اتجاه الصلاة هي كل ما تبقى من مسجد قديم يقع إلى الغرب من بيت لاهيا ويعود تاريخه إلى نهاية الدولة الفاطمية وبداية عهد الدولة الأيوبية، وفيها أيضاً مسجدين آخرين يعود تاريخها إلى الدولة العثمانية.
وصف ياقوت الحموي بيت لاهيا بأنها تقع "بالقرب من غزة" ، كما أشار إلى أنها قرية بها العديد من الأشجار المثمرة.

## الأحياء في مدينة بيت لاهيا
كانت بيت لاهيا محاطة بالكثبان الرملية من جميع الجهات والان تنقسم إلى بعض الأحياء؛ وأحيائها هي:
- 1	حي السلاطين في الجنوب الغربي.
- 2 	حي العطاطرة في الغرب مباشرة.
- 3 حي السيفا في الشمال الغربي.
- 4	حي أصلان في الوسط "وتسكنها (حمولة آل طنبوره والاشقر والمختارالحاج صبحي مطر الأشقر).
- 5 	الحارة الغربية (يسكنها عائلة كيلانى وأبو حالوب وسالم والشافعى وحمدونه وزايد وقشقش ورجب).
- 6 	مدينة الشيخ زايد.
- 7	الحارة الشرقية ( يسكنها البراوى وحمودة والمصرى وأبو عجينة وعليان وأبو شدق).
- 8	حارة فدعوس (عائلة فدعوس وغالية والدهبله وقاسم).
- 9	حي السلام بمشروع بيت لاهيا.
- 10	حي أم الفحم (طنبورة).
- 11	حي الفردوس (مشروع عامر).
- 12 حي الشيخ زايد تم انشائة في عهد السلطة الوطنية.

## وسائل الإنتاج
تشتهر مدينة بيت لاهيا بزراعة التوت الأرضى والزهور والخضروات والحمضيات والتفاح، أما بالنسبة للصناعة فكانت مصانع الخياطة منتشرة وخاصة في مشروع بيت لاهيا حيث بها شركة محمد أبودان والذي تعد ثاني أكبر مصنع خياطه في فلسطين حيث كان إنتاجها يصدر إلى الخارج وفي الفترة الأخيرة وإغلاق المعابر بدأت هجرة المصانع إلى الأردن ومصر.

## وصلات خارجية
مشاهد من الدمار الذي لحق ببلدة بيت لاهيا وأراضيها الزراعية على يد الجيش الإسرائيلي